# 15402 Suzaku
15402 Suzaku este un asteroid din centura principală de asteroizi.

## Descriere
15402 Suzaku este un asteroid din centura principală de asteroizi. A fost descoperit pe 9 noiembrie 1997 la Moriyama de Yasukazu Ikari. Asteroidul prezintă o orbită caracterizată de o semiaxă mare de 2,42 ua, o excentricitate de 0,19 și o înclinație de 2,3° în raport cu ecliptica.